# ارجونو-ویلانگ
ارجونو-ویلانگ (به لاتین: Arjuno-Welirang) یک رشته‌کوه، آتشفشان چینه‌ای، تپه و کوه در اندونزی است که در Pasuruan واقع شده‌است. ارجونو-ویلانگ ۳٬۳۳۹ متر بالاتر از سطح دریا واقع شده‌است.